# Seznam dnevnoinformativnih oddaj Radia Slovenija
Seznam dnevnoinformativnih oddaj Radia Slovenija navaja osrednje dnevnoinformativne oddaje, ki so predvajane v programih Radia Slovenija.

## Seznam
- Prva jutranja kronika, vsak delavnik ob 5.30
- Druga jutranja kronika, vsak dan ob 7.00
- Danes do 13:00, vsak delavnik ob 13.00
- Dogodki in odmevi, vsak dan ob 15.30
- Radijski dnevnik, vsak dan ob 18.30
- Zrcalo dneva, vsak dan ob 22.00